# Temps fête Douarnenez 2020
L'association organisatrice a annoncé l'annulation de cet événement pour faire face à la pandémie de Covid-19.
Temps fête Douarnenez 2020 est la 18e édition des Fêtes maritimes de Douarnenez organisées du 15 au 19 juillet 2020. 
Le festival maritime se déroule sur le vieux port du Rosmeur, lieu de regroupement de nombreux navires anciens. La fête présente également des animations sur les quais proche du grand podium qui accueille en journée et soirée de nombreux spectacles. Des stands complètent ce dispositif présentant des partenaires institutionnels et commerciaux (Armor Lux, TOWT, Chasse-Marée, Jean Hénaff SA...) et le monde associatif local. Lors d'une grande parade maritime au départ des  Fêtes maritimes internationales de Brest 2020 de nombreux bateaux rejoindront le port du Rosmeur à Douarnenez pour participer à Temps fête 2020.
Divers points de restaurations et buvettes se trouvent sur le quai du petit port, l'esplanade de la jetée et le terre-plein de la criée. Le droit d'entrée sur le festival donne l'accès gratuit au Port-musée de Douarnenez situé au Port-Rhu.

## Animation
Sur l'eau : des initiations (kayak de mer, paddle, godille, matelotage et lancer de touline...) ; des démonstrations (chiens de sauvetage, mise à l'eau de bateaux, concours de godille et de manœuvres...) ; les diverses flottilles en navigation en baie de Douarnenez (grands voiliers, plaisance et traditionnel, voile-aviron,...)
Sur scène et sur les quais : Près de 60 spectacles et 400 artistes,... (premiers noms dévoilés : Danyèl Waro et Delgres )

## Flotte visitable
Annulé.

## Embarquement
Annulé.

## Vieux gréements présents (liste non exhaustive)
- France : Marité - trois-mâts barque - 45 m - (1921)
- Russie : Shtandart - Trois-mâts carré (réplique frégate russe) - 34,5 m - (1999)